# Jasna Diklić
Jasna Diklić (Sarajevo, 8. ožujka 1946.) je bosanskohercegovačka glumica i kolumnistica.
Godine 1976. diplomirala je na odsjeku za scenske umjetnosti Filozofskog fakulteta Sveučilišta u Sarajevu. Prvu kazališnu ulogu odigrala je u Banjoj Luci 1969., a od 1972. igra u sarajevskom Kamernom teatru 55. 
Potpisnica je Deklaracije o zajedničkom jeziku, u kojoj se tvrdi da se u Hrvatskoj, Bosni i Hercegovini, Srbiji i Crnoj Gori govore nacionalne standardne varijante zajedničkog policentričnog standardnog jezika.
Od 2020. piše kolumne za Radio Sarajevo.

## Filmografija
- "Ne diraj mi mamu" kao Dika Sljepčević (2018.)
- "Sabina K." kao Anica (2015.)
- "Kriza" kao Borka (2013. – 2014.)
- "Sanghaj" kao baka Rajka (2012.)
- "Lud, zbunjen, normalan" kao Fadila (2011.)
- "Belvedere" kao Fata (2010.)
- "Krv nije voda" kao Sloboda (2008.)
- "Pečat" kao tetka (2008.)
- "Ritam života" kao Ema (2007.)
- "Duhovi Sarajeva" kao Vesna (2007.)
- "Nebo iznad krajolika" kao Anđa (2006.)
- "Dobro uštimani mrtvaci" kao Tidža (2005.)
- "Crna hronika" kao Fatima (2004.)
- "Gori vatra" kao ljuta žena (2003.)
- "Remake" kao Desa Jovanović (2003.)
- "Viza za budućnost" kao Danica Golijanin (2002. – 2008.)
- "Savršeni krug" kao gospođa (1997.)
- "Sarajevske priče" kao medicinska sestra (1991.)
- "Ada" kao službenica u pošto (1985.)
- "Brisani prostor" kao kućepaziteljica (1985.)
- "Vatrogasac" kao sekretarica (1983.)
- "Ovčar" kao Milanova žena (1971.)

## Vanjske poveznice
- Profil na imdb.com